# Chapelle Saint-Wolfgang de Kaysersberg
La chapelle Saint-Wolfgang est un monument historique situé à Kaysersberg, dans le département français du Haut-Rhin.

## Localisation
Ce bâtiment est situé route d'Ammerschwihr à Kaysersberg.

## Historique
L'édifice fait l'objet d'une inscription au titre des monuments historiques depuis 1932.